# Los ángeles de Estela
Los ángeles de Estela es una telenovela chilena creada por Hugo Morales y emitida por Televisión Nacional de Chile desde el 22 de septiembre de 2009 hasta el 19 de marzo de 2010.
Protagonizada por Jorge Zabaleta, María Elena Swett, Francisco Pérez Bannen y Cristián Arriagada. Con Coca Guazzini y Begoña Basauri en roles antagónicos. Acompañados por Paola Volpato, Mariana Derderian, Maricarmen Arrigorriaga, Claudio Arredondo, Katyna Huberman, Cristián Riquelme, Renata Bravo, Montserrat Prats, Christian Sève, Juana Ringeling y Catalina Castelblanco.

## Argumento
Estela Cox es una mujer marcada por el sufrimiento y la mentira. Tras una relación amorosa fallida con un hombre casado, tuvo un hijo que dio en adopción. Luego, se casó con el millonario Máximo Alcázar  y, adoptando una niña huérfana llamada Laura, se reinventó como una mujer de alta sociedad, dejando atrás su pasado.
Tras 15 años, Estela descubre que su esposo la engañó, teniendo una hija, Margarita, con la empleada de la casa. Esto la lleva a establecer una relación con los huérfanos de la amante de su esposo, Margarita y su hermano Mario, para usar a Margarita como una herramienta para relanzar su negocio de estética, que atraviesa una crisis.
Estela recluta a tres hombres, Danilo, Emilio y León, quienes, sin saber nada de peluquería, se convierten en los nuevos "referentes" de su centro de belleza. A través de un audífono, reciben instrucciones de una misteriosa voz (Margarita), sin saber quién está detrás de ella. Mientras León se enamora de esta voz, la trama se complica, revelando que Estela tiene oscuros planes detrás de su salón de belleza Lady Cox.

## Reparto
- Jorge Zabaleta como León Inostroza[4]
- María Elena Swett como Margarita Bobadilla[5]
- Francisco Pérez Bannen como Danilo Escobar
- Cristián Arriagada como Emilio Palacios
- Coca Guazzini como Estela Cox[6]
- Begoña Basauri como Laura Alcázar[7]
- Paola Volpato como Paloma Subercaseaux
- Mariana Derderian como Alejandra Andrade
- Maricarmen Arrigorriaga como Pola Amunátegui
- Ana Reeves como Lina Lumbrera
- Claudio Arredondo como Samuel Rocha[8]
- Katyna Huberman como Tania Abarzúa
- Cristián Riquelme como Mario Bobadilla
- Renata Bravo como Nicole Wilkinson[9]
- Montserrat Prats como Sandra Vilches
- Christian Sève como Felipe de la Vega
- Juana Ringeling como Lourdes Espinoza
- Catalina Castelblanco como Dakota Robinson
- Lucas Sáez como Teodoro Palacios
- Camila Commentz como Molly Robinson

## Producción
Originalmente para este bloque se había creado una telenovela con los mismos protagonistas, pero el proyecto quedó paralizado en la fase de preproducción, y entre las escenografías que se alcanzaron a construir, se mantuvo la de un salón de belleza. A partir de este plató, el guionista Hugo Morales ideó la historia de la telenovela, cuyo proyecto fue desarrollado junto a Carlos Galofré, Andrés Telias, Diego Muñoz y Carla Stagno. Contó con el cameo de Felipe Camiroaga y Katherine Salosny.

#### Equipo
- Dirección de Programación TVN: María Elena Wood
- Dirección de Producción TVN: Bernardita Ibieta
- Dirección de Área Dramática TVN: María Eugenia Rencoret
- Guion: Hugo Morales
- Productor general: Vania Portilla
- Dirección general: Rodrigo Velásquez
- Coordinación de Producción: Patricia Encina
- Dirección de Unidad: Nicolás Alemparte
- Edición: Nelson Valdés

## Recepción
El lanzamiento de esta telenovela se realizó el 10 de septiembre durante el programa Pelotón, cuyos integrantes recibieron la visita de los protagonistas de la telenovela. Este programa lideró en audiencia con 27,3 puntos de rating. Posteriormente, Los ángeles de Estela debutó en primer lugar el 22 de septiembre de 2009 con una audiencia promedio de 27,6 puntos de rating y un peak de 31 puntos, frente a Canal 13 que marcó 14 puntos, Chilevisión 10 puntos y Mega 6 puntos, durante el mismo bloque horario. Durante su periodo de emisión fue la ficción menos vista de Televisión Nacional en 2009 —tras la emisión de ¿Dónde está Elisa?, Conde Vrolok y Los Exitosos Pells del mismo canal— con una audiencia promedio de 16,0 puntos de rating.

## Banda sonora
| Intérprete    | Tema           | Personaje(s)       | Actor(es)                              |
| ------------- | -------------- | ------------------ | -------------------------------------- |
| Miranda!      | Mentía         | Tema principal     |                                        |
| Luis Fonsi    | Aquí estoy yo  | León y Margarita   | Jorge Zabaleta y María Elena Swett     |
| Paulina Rubio | Causa y efecto | Emilio y Alejandra | Cristián Arriagada y Mariana Derderián |
| Miguel Bosé   | Don diablo     | Samuel Samuel      | Claudio Arredondo                      |